# 李逵
李 逵（り き）は、中国の小説で四大奇書の一つである『水滸伝』の登場人物。
天殺星の生まれ変わりで、梁山泊第二十二位の好漢。二挺の板斧（手斧）を得意とする。渾名は黒旋風（）で、李逵自身の剽悍性とその怪力、色の黒さからよく鉄牛（）または李鉄牛（）とも呼ばれる。怪力で武芸に優れた豪傑である。特に集団での乱戦において凄まじい実力を発揮する。一方で正式に武芸の修行を積んでいないためか、武芸を極めた達人級との一騎討ちでは苦戦したり敗れる事もある。水練は苦手でまったくのカナヅチである。
性格は幼児がそのまま大きくなったような無邪気さがあり、物事を深く考えることはなく我慢もきかないため失敗も多い。また幼児独特の残虐性や善悪の区別の曖昧さもそのまま残しているため、人を殺すことをなんとも思っておらず、無関係の人間を巻き添えにしたり女子供を手にかけることも厭わない。それゆえ宋江や晁蓋の叱責を買うことも多い（公孫勝の師である羅真人によると、下界の人間が悪事ばかり働くので、それを罰するため天殺星である彼が、天に代わり一身に殺劫を引き受けているという）。その反面、仲間意識が強く、特に同じ無頼漢タイプの鮑旭や焦挺らと非常に仲がよい。その一方で入山時いざこざがあった朱仝とは不仲であり、温厚で平和的な性格の楽和も李逵が苦手という。また彼の保護者的立場である戴宗や、呉用、林冲、燕青など機転の利く人間には頭が上がらない。
特に宋江に非常に懐き、宋江を絶対的存在と認識しており、彼のためなら命を投げ出すことも辞さず、少しでも宋江の役に立ちたいと思うがため何にでも首を突っ込みたがる傾向にある。逆に宋江以外の権威は彼にとって全く無価値で、朝廷への帰順を考える宋江としばしば激しくやり合う。

## 生涯
沂州沂水県百丈村董店東の小作農の次男として生まれる。喧嘩で人を殺して村から逃げ出し、江州の牢役人戴宗の下働きになる。ある日噂で聞いて尊敬していた宋江が江州に流されてきた。戴宗の引き合わせで李逵は宋江と出会う。宋江をもてなそうと張り切る李逵だが、バクチに負けて暴れるわ、魚問屋の頭張順と喧嘩し溺死させられそうになるわで見事に空回りしてしまう。しかし宋江は怒るでもなく李逵の失敗をとりなし慰めてくれた。この時李逵の中で宋江は絶対的存在となったようである。
その後張順とも和解し、宋江、戴宗と四人で宴会を開くが、この時酔った勢いで作った詩が因で宋江は謀叛の罪をでっち上げられ、それを助けようとした戴宗ともども死刑判決を受けてしまう。この時梁山泊の晁蓋らは宋江たちを救うべく刑場破りを画策するが、李逵は彼らと同時に二丁板斧を振り回して刑場に乗り込み邪魔するものを（見物人を含め）手当たり次第に斬りまくり、宋江救出後そのまま梁山泊の一員となった。
後に宋江が家族を梁山泊に連れてきたり公孫勝が母親に会うため帰省したのを見て、故郷に残してきた母親が心配になった李逵は母親を迎えに行きたいと申し出て、宋江から条件つきで下山する。途中自分の名前を騙る追い剥ぎの李鬼を斬り捨てて、なんとか母親と再会した李逵だが、帰宅した兄の李達と遭遇して、弟を捕らえるように李達が村人に要請するために家を出ると、兄に対して申し訳ない気持ちで仏壇に金を置いて、逃げるように母親を連れだした。しかし梁山泊へ戻る途中に、李逵が水を汲みに行っている最中に母親を雌の虎にさらわれてしまった。激怒した李逵はその虎と子虎など四匹を斬り殺すが母親は既に事切れていた。涙に暮れる李逵の所に近くの村長の曹が現れて、役人から追われる身の李逵は「張大胆」と称して虎退治の英雄として歓待されるが、それは夫の李鬼が殺害された妻も絡んで、李逵にかかっていた賞金目当ての罠であった。やがて李逵は捕り方の李雲に捕まってしまう。しかし心配した宋江が目付け役で派遣された同郷の朱貴とその弟の朱富の助けで脱出し、自分を騙した村長の曹と李鬼の妻を殺害して、さらに朱富の武芸の師でもある李雲も加えて梁山泊へ帰還した。
その直後の祝家荘との戦いでは敵将祝朝奉の末子である祝彪を斧で倒す手柄を立てるが、勢いに乗って梁山泊と不戦協定を結んだ扈家荘まで切り込んでしまい、当主の扈成（扈三娘の兄）は命からがらに延安府に逃亡したため（後に南宋の功臣となる）、その手柄は帳消しにされる。また朱仝を仲間にする時、彼に懐いていた知事の末子を殺してしまい、激怒した朱仝と殺し合いにまでなる。その場は何とか収まるがそのまま梁山泊へ戻るのもバツが悪いため柴進の屋敷に逗留する。しかし、ここでも高唐州の知事高廉の義弟の殷天錫による横暴に耐えかねて殷天錫を叩き殺してしまう。このため李逵を庇った柴進は高廉に捕まってしまい、さすがに責任を感じた李逵は彼を救出するため東奔西走した。また、この後に朱仝とも一応和解した。
百八星集結後は歩兵隊隊長の一人となり鮑旭、項充、李袞と4人組を結成し、切り込み隊長的役割を担う。李逵と鮑旭が手当たり次第に敵を斬り、項充と李袞が盾や飛び道具で援護するという形式はすさまじい破壊力を発揮。戦いの度大活躍した。朝廷への帰順には懐疑的で朝廷の詔書を破いたり「あんな奴ら皆殺しにして宋江兄貴が天子になればいい」などと発言し宋江と罵り合いになるが、彼の意思が固いことを知ると結局これに従った。
その後は官軍となっても活躍を続け、方臘征伐戦後に見事に都に凱旋するが、鮑旭、李袞、項充は皆命を落としてしまった。特に気の合った鮑旭が死んだ時は人目も憚らず号泣するほどだった。李逵は武節将軍の称号と、潤州の司令官に任命され宋江、戴宗と別れるが、任地に赴いた後は鬱々とした日々を送っていた。そこへ楚州にいる宋江から呼び出され、喜び勇んで赴く。李逵は宋江に出された酒を飲むが、突然宋江は涙を流し李逵に謝り出す。実は、酒は奸臣が恩賜と偽って宋江に贈られた毒酒であり、自分が奸臣に殺された時に一番反乱を起こしそうな李逵を、朝廷や民衆に迷惑がかからないよう道連れにしたのだった（このとき宋江もすでに毒酒を呷っていた）。
これを聞いた李逵は涙を流しながら「かまうもんか。兄貴が死んじまったら生きていたってしょうがねえ。おいらはあの世でもあんたの一兵卒だよ」と返した。そして潤州に戻ると宋江と同じ所へ葬るよう遺言し息を引き取った。
『水滸後伝』では故人ながら戴宗の夢の中に登場して「官軍の使い走りなんぞになりやがって!」と糾弾するなど、生前同様の破天荒振りを示した。